# ماریا دولورس د کوسپدال
ماریا دولورس کوسپدال گارسیا (به اسپانیایی: María Dolores de Cospedal؛ متولد ۱۳ دسامبر ۱۹۶۵) سیاستمدار اسپانیایی است. وی که از اعضای حزب خلق (PP) بود، از سال ۲۰۱۱ تا ۲۰۱۵ به عنوان رئیس‌جمهور ناحیهٔ کاستیا-لامنچا و از سال ۲۰۱۶ تا ۲۰۱۸ به عنوان وزیر دفاع دولت اسپانیا فعالیت می‌کرد. وی همچنین از سال ۲۰۰۸ تا ۲۰۱۸ دبیرکل حزب خلق و دومین رئیس حزب پس از ماریانو راخوی بود.